# ماركوس جيلمور
ماركوس جيلمور (بالإنجليزية: Marcus Gilmore)‏ هو طبال أمريكي، ولد في 1986.

## وصلات خارجية
- ماركوس جيلمور على موقع ميوزك برينز (الإنجليزية)
- ماركوس جيلمور على موقع ديسكوغز (الإنجليزية)